# X-20 Dyna Soar
X-20 Dyna-Soar (от Dynamic Soaring, в переводе с англ. — «Динамическое парение»; транслитерация — «Дайна-Со(а)р» [игра слов: произносится так же, как и англ. dinosaur — динозавр]) — американская программа создания пилотируемого космического перехватчика-разведчика-бомбардировщика X-20. Разработка велась с 24 октября 1957 по 10 декабря 1963. Заказчик программы — ВВС США; разработчик — Boeing. Генеральный конструктор — вице-президент корпорации Bell Aircraft Вальтер Дорнбергер (за участие в этом проекте получил прозвище «отец динозавра»).
Программа создана в результате объединения проектов «Brass Bell», «RoBo» и «HYWARDS» в единую программу и насчитывала три стадии — атмосферные тесты, суборбитальные запуски и орбитальные полёты. За основу разработки была взята концепция немецкого орбитального бомбардировщика Ойгена Зенгера военных времён.

## Общее описание и схемы полёта

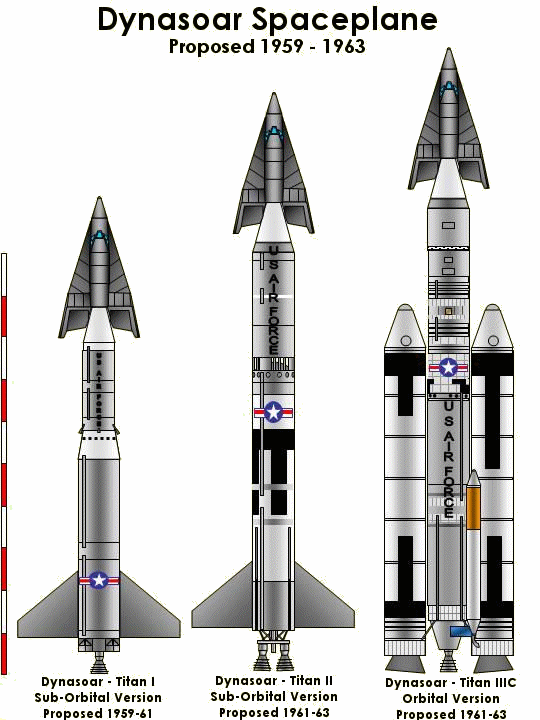
Варианты стартовой компоновки Х-20 (рисунок)

Аппарат был выполнен по аэродинамической схеме орбитального самолета и являлся многоразовым. Выведение Х-20 на орбиту предполагалось различными модификациями ракеты-носителя «Титан».
Разрабатывались различные модификации аппарата — орбитальный бомбардировщик, фоторазведчик, существовал вариант для инспекции и перехвата спутников противника на орбите. В зависимости от варианта исполнения, используемой ракеты-носителя и задачи миссии профиль полёта мог быть следующим:
1. Низкоорбитальный одновитковый полёт по схеме «разгон—планирование» (англ. boost-glide). В этом случае аппарат, выйдя на очень низкую орбиту Земли (высота порядка 160 км) со скоростью чуть ниже первой космической — порядка 7,35 км/с, затем совершал бы неглубокий «нырок» в атмосферу (до высоты порядка 60—70 км, минимальная около 45), в нижней точке которого производил бомбометание по наземной цели или фоторазведку; затем, обладая достаточным аэродинамическим качеством и подъемной силой, снова выходил в космос (потеряв часть скорости за счёт аэродинамического торможения) на меньшую высоту; пролетев некоторое расстояние в космическом пространстве, снова совершал погружение в атмосферу и так далее, по траектории с затухающей амплитудой, вплоть до обычной самолетной посадки на аэродроме (посадочный пробег — около 900 м). Дальность такого полёта была в пределах одного витка вокруг Земли. Тормозная двигательная установка и маршевый двигатель в этом варианте отсутствовали.
2. Орбитальный многовитковый полёт на любое число витков, необходимое для выполнения задачи перехвата спутников противника, их инспекции или уничтожения. В этом случае Х-20 (модификация Х-20А) выводился бы на орбиту с первой космической скоростью, был дооснащён разгонным блоком с ЖРД (третья ступень ракеты «Титан-3», Martin Trans-Stage) для выполнения орбитальных маневров в широком диапазоне высот и выдачи тормозного импульса на спуск. На орбите аппарат оставался состыкованным с третьей ступенью носителя, что давало ему чрезвычайно широкие энергетические возможности для орбитального маневрирования — запас топлива в ступени после выхода на орбиту был порядка шести тонн, позволяя изменение характеристической скорости (дельта-v) порядка 2 км/с. При этом продолжительность автономного орбитального полёта могла составлять несколько суток. Предполагалась установка систем радарного/оптического обнаружения цели и бортового вооружения.

Существенно, что в ходе погружения в атмосферу аппарат мог совершить боковой аэродинамический манёвр, изменяя таким образом наклонение орбиты, после чего двигатели снова разгоняли его, выводя на орбиту. Этот манёвр, называемый «синергическим», позволял изменить наклонение орбиты на 20,3 градуса против 15,8 градусов для чисто ракетного манёвра, что давало немалые преимущества для военных миссий, делая траекторию аппарата труднопредсказуемой (в отличие от спутников) и давая возможность зайти на цель с различных курсов.

## Конструкция
Компоновка системы содержала ряд интересных технических решений.
Конструкция аппарата была выполнена по «горячей схеме» с радиационным охлаждением (сброс тепла излучением), из чрезвычайно тугоплавких металлов и сплавов (молибден, цирконий, сплав рений-ниобий, никелевый сплав Rene 41), без использования абляционных или теплопоглощающих керамических покрытий (в отличие от плиток теплозащиты «Спейс Шаттла»), остекление пилотской кабины было закрыто сбрасываемым после прохождения плотных слоёв атмосферы щитком. Этот щиток закрывал остекление и вид вперед в течение выведения в космос и всех орбитальных операций: для обзора пилот использовал боковые иллюминаторы. Для управления аппаратом на заатмосферном участке траектории использовались двигатели системы ориентации, в атмосфере — аэродинамические поверхности, подобные самолетным. Органы управления в пилотской кабине — боковая ручка (крен-тангаж) и педали (рыскание). В кабине было установлено катапультируемое через верхний люк кресло для спасения пилота на дозвуковых скоростях полёта — менее 1000 км/ч.
Управление аппаратом на всех участках полёта (включая и довыведение на орбиту ступенью TranStage с контролем работы двигателя) осуществлялось вручную пилотом, автоматическое управление отсутствовало.
В качестве посадочного шасси из-за высоких температурных нагрузок использовались разработанные фирмой Goodyear полозья с гибкими металлическими щётками.

## Ход разработок и закрытие проекта
Было изготовлено несколько массогабаритных макетов аппарата и проведены широкие научно-технические исследования. О масштабе проекта говорит то, что был набран отряд пилотов-астронавтов по программе Х-20 (7 человек, в него входил и Нил Армстронг, позднее командир «Аполлон-11»). Государственные стендовые испытания двигательной установки и орбитальной ступени проходили в инженерном центре под командованием генерал-майора Троупа Миллера, при авиабазе «Арнольд», в штате Теннесси. Проведено более восьми тысяч часов тренировок на тренажерах и самолёте-аналоге Х-20. Первый пилотируемый полёт корабля Dyna Soar-3 на один виток предполагался в июле 1966 года, пилот — Джеймс Вуд, первый многовитковый полёт — в 1969 году. Изучалась возможность стыковки Х-20 с будущей военной орбитальной станцией Manned Orbiting Laboratory (MOL).

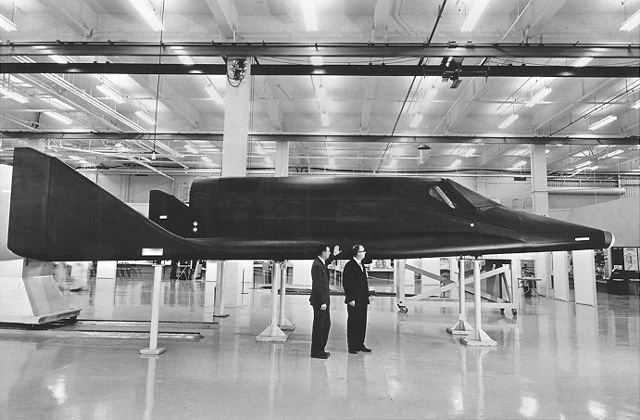
Прототип Х-20, макет

Однако вследствие различных причин, как объективных технического и инженерного, так и сугубо внутренних, военно-политического и финансового характера (в частности, изменение приоритетов в пилотируемой программе НАСА и ВВС, к ведению которого относился проект), программа была свёрнута. Свою негативную роль в судьбе проекта сыграл и тогдашний государственный секретарь по вопросам национальной безопасности США Роберт Макнамара, фактически лично закрывший программу в декабре 1963 года. Выбор дальнейшего развития космонавтики был сделан в пользу программ Джемини и станции MOL.
К концу 1963 года на программу Х-20 было потрачено 410 млн долларов США (около $5 млрд в ценах 2020 года).

## Задействованные структуры
В разработке и производстве основных узлов и агрегатов и вспомогательного оборудования для Х-20 были задействованы следующие структуры:
- Контрольно-проверочная аппаратура летательного аппарата и наземного оборудования — Martin Co., Rias Div.[англ.], Балтимор, Мэриленд;[3]

## Технические характеристики
Основные характеристики Х-20 (без ступени TransStage):
- Длина — 10,77 м.
- Размах крыльев — 6,35 м.
- Максимальный взлётный вес — 5,165 тонны.
- Полезная нагрузка — 450 кг.
- Объём кабины — 3,50 кубических метра.
- Экипаж — 1 человек (в перспективе — до четырёх).